# یواس‌اس ال‌اس‌تی-۵۶۰
یواس‌اس ال‌اس‌تی-۵۶۰ (به انگلیسی: USS LST-560) یک کشتی بود که طول آن ۳۲۸ فوت (۱۰۰ متر) بود. این کشتی در سال ۱۹۴۴ ساخته شد.